# Smiley (Texas)
Smiley è un centro abitato degli Stati Uniti d'America situato nella contea di Gonzales dello Stato del Texas.
La popolazione era di 549 persone al censimento del 2010.

## Geografia fisica
Smiley è situata a 29°16′10″N 97°38′13″W (29.269402, -97.636850).
Secondo lo United States Census Bureau, ha un'area totale di 0,5 miglia quadrate (1,3 km²).

## Società

### Evoluzione demografica
Secondo il censimento del 2000, c'erano 453 persone, 178 nuclei familiari e 126 famiglie residenti nella città. La densità di popolazione era di 869,8 persone per miglio quadrato (336,4/km²). C'erano 202 unità abitative a una densità media di 387,9 per miglio quadrato (150,0/km²). La composizione etnica della città era formata dal 75,06% di bianchi, lo 0,66% di nativi americani, il 20,75% di altre razze, e il 3,53% di due o più etnie. Ispanici o latinos di qualunque razza erano il 61,59% della popolazione.
C'erano 178 nuclei familiari di cui il 36,0% aveva figli di età inferiore ai 18 anni, il 50,6% erano coppie sposate conviventi, il 14,6% aveva un capofamiglia femmina senza marito, e il 29,2% erano non-famiglie. Il 28,1% di tutti i nuclei familiari erano individuali e il 20,8% aveva componenti con un'età di 65 anni o più che vivevano da soli. Il numero di componenti medio di un nucleo familiare era di 2,54 e quello di una famiglia era di 3,08.
La popolazione era composta dal 28,7% di persone sotto i 18 anni, il 9,3% di persone dai 18 ai 24 anni, il 22,3% di persone dai 25 ai 44 anni, il 15,7% di persone dai 45 ai 64 anni, e il 24,1% di persone di 65 anni o più. L'età media era di 37 anni. Per ogni 100 femmine c'erano 105,9 maschi. Per ogni 100 femmine dai 18 anni in giù, c'erano 95,8 maschi.
Il reddito medio di un nucleo familiare era di 21.591 dollari, e quello di una famiglia era di 25.000 dollari. I maschi avevano un reddito medio di 27.500 dollari contro i 15.500 dollari delle femmine. Il reddito pro capite era di 11.823 dollari. Circa il 19,0% delle famiglie e il 27,0% della popolazione erano sotto la soglia di povertà, incluso il 37,3% di persone sotto i 18 anni e il 20,4% di persone di 65 anni o più.